# Мур, Кейт (порноактриса)
Кейт Мур (англ. Kate More, род. 13 июля 1978, Роттердам, Нидерланды) — нидерландская порноактриса.

## Биография (порно-карьера)
Порно-карьера Кейт началась с 18-летнего возраста, когда она снялась в нескольких порнофильмах во Франции и в Голландии. Особо заметной стала её работа в фильме «Дрессировщица» (La Dresseuse) режиссёра Алана Пайета, где вместе с ней снимались Даниэлла Раш, Зара Уайтс, Леа Мартини и Дрю Бэрримор. В 19 лет Кейт снималась уже для известной студии Private, где её визитной карточкой стали фильмы «Дневники Аманды 1» (Amanda’s Diary 1) и «Дневники Аманды 2» (Amanda’s Diary 2). В 1999 году Кейт решает отправиться в США и развивать свой талант там. В 2000 году Кейт возвращается в родную Голландию, где продолжает сниматься для студии Хелен Дюваль.

## Награды
- 1999 Hot d'Or — Best European Newcomer[3]
- 2000 FICEB Ninfa Prize — Лучшая лесбийская сцена — Alexia and Cie (с Никки Андерсон и Сильвией Сэйнт)[4]